# 에띠엔 라모뜨
에띠엔 폴 마리 라모뜨(Étienne Paul Marie Lamotte, 1903년 11월 21일 – 1983년 5월 5일)는 루뱅 가톨릭 대학교의 벨기에 사제이자 그리스어 교수로, 당시에는 서양권에서 인도학자이자 불교의 가장 위대한 권위자로 더 잘 알려져 있었다. 그는 뛰어난 선배 불교학자이기도 했던 루이스 드 라 발레 푸생(Louis de La Vallée-Poussin)으로부터 배웠으며, 팔리어, 산스크리트어, 중국어 및 티베트어와 같은 모든 주요 불교 언어에 익숙한 몇 안 되는 학자 중 한 명이었다. 그의 첫 출간작은 그의 박사 논문이기도 한 Notes sur le Bhagavad-Gita (Paris, Geuthner, 1929)으로, 1953년 인간과학 프랑키상을 수상하였다.

## 대지도론의 번역
그는 또한 대지도론의 번역으로도 유명한데, 인도의 승려 나가르주나(용수보살)의 저술로 알려진 이 문헌에 대해 에띠엔 라모뜨는 설일체유부였다가 나중에 대승불교로 개종한 인도인 승려에 의해 작성되었을 가능성이 가장 높다고 보았다. 에띠엔 라모뜨의 대지도론 번역본은 5권으로 출간되었지만 안타깝게도 이 번역을 완성한 뒤에 에띠엔 라모뜨는 사망하였으며, 여전히 불완전하다는 평을 받고 있다.

## 기타 작품
대지도론뿐 아니라, 에띠엔 라모뜨는 대승 경전을 포함한 불설수능엄삼매경 및 유마경 등의 대승불교 관련 불경을 번역하기도 하였다.

## 간행물
영국의 왕립 아시아 학회지(Journal of the Royal Asiatic Society)에 에띠엔 라모뜨의 저서에 대한 평론을 기고하기도 했던 폴 윌리엄(Paul Williams)은 "(에띠엔 라모뜨의) 작품은 항상 번역이나 해석 그 이상이다. 그것들은 그가 완전히 친숙하게 다루고 있는 것처럼 보이는 6개 언어의 주요 자료와 참고 문헌의 방대한 백과 사전이다."(works are always more than just translations or interpretations. They are vast encyclopedias of references and primary source materials from half a dozen languages which he seems to handle with complete familiarity)라고 평하였다.
- Le traité de la grande vertu de sagesse de Nāgārjuna (Mahāprajñāpāramitāśāstra) vol. 1 (1944)
- Le traité de la grande vertu de sagesse de Nāgārjuna (Mahāprajñāpāramitāśāstra) vol. 2 (1949)
- Histoire du bouddhisme indien (1958) - 본서는 인도 불교의 역사(The History of Indian Buddhism)라는 제목으로서 1988년 영어로 번역되었으며. 한국에도 인도불교사(전2권)라는 제목으로 번역 출간되었다.
- 고대 불교의 정신 (1961)
- 비말라키르티의 가르침(Vimalakīrtinirdeśa) (1962) ( Pali Text Soc. trans. 1986)
- Śūraṃgamasamādhisūtra, The Concentration of Heroic Progress : An Early Mahayana Buddhist Scripture (1965) (Eng. trans : Curzon Press 1998)
- Le traité de la grande vertu de sagesse de Nāgārjuna (Mahāprajñāpāramitāśāstra) vol. 3 (1970)
- Le traité de la grande vertu de sagesse de Nāgārjuna (Mahāprajñāpāramitāśāstra) vol. 4 (1976)
- Le traité de la grande vertu de sagesse de Nāgārjuna (Mahāprajñāpāramitāśāstra) vol. 5 (1980)
- Karmasiddhi Prakarana,. 레오 M. 프루덴이 1988년 영어로 번역하였다.

## 같이 보기
- 벨기에의 불교

## 참고 문헌
- André Bareau : Etienne Lamotte 1903-1983, T'oung Pao, Second Series, Vol. 69, No. 1/3 (1983), pp. i-ii.
- Heinz Bechert, In Memoriam Etienne Lamotte (1903-1983), Numen, Vol. 32, No. 1 (1985년 7월), pp. 119-129.
- Heinz Bechert, Etienne Lamotte (1903-1983), 국제 불교 학회지 8 (2), 151-156, 1985.
- Durt Hubert : Etienne Lamotte (1903-1983), Bulletin de l' École française d' Extrême-Orient, Tome 74, 1985. pp. 6-28.
- Williams, Paul M. " The Teaching of Vimalakīrti (Vimalakīrtinirdeśa) "(서평) Journal of the Royal Asiatic Society ,ISSN 1356-1863, 1979년 4월, 111 권, 2 호, pp. 171 – 172.